# Нельсон (футбольный клуб)
Футбольный клуб «Нельсон» (англ. Nelson Football Club) — английский футбольный клуб, базирующийся в Нельсоне, Ланкашир. В настоящее время выступает в Дивизионе 1 Лиги Северо-Западных Земель, десятом по значимости футбольном турнире Англии, проводит свои домашние матчи на стадионе «Виктория Парк». Клуб является членом Футбольной ассоциации Ланкашира.
«Нельсон» выиграл Ланкаширскую лигу в сезоне 1895/96, выступал в Футбольной лиге с 1921 по 1931 годы, после чего был заменен клубом «Честер Сити».